# Штабсротмістр

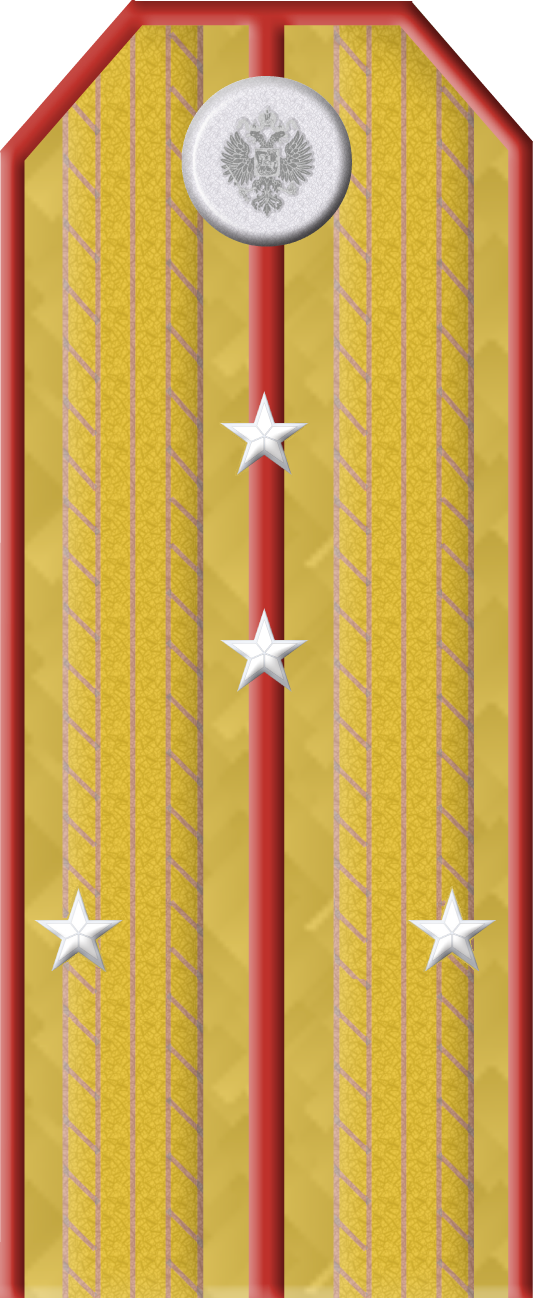
Погон штабсротмістра російської імператорської армії (1855–1917)

Штабсротмістр — військове звання старшого офіцера у кінноті німецької та австрійської армій, а також оберофіцерський чин X класу (1797—1884) і IX класу (1884—1917) «Табелі про ранги», рангом нижче за ротмістра, для кавалерії, жандармерії і прикордонної варти в Російській імперії; відповідав чину штабскапітана в піхоті й підосавула в козацьких військах.
Знаками розрізнення імперського штабсротмістра були погони з одним просвітом. На кожному погоні було по чотири п'ятипроменеві зірочки.
Ранг штабсротмістра існував також в арміях деяких інших держав.